# Mary Peters Fieser
Mary Peters Fieser (Mary Peters com a nom de naixement; Atchison, 27 de maig de 1909 – Belmont, 22 de març de 1997) va ser una química estatunidenca.
El seu pare, Robert Peters, era professor universitari d'anglès: la família es va mudar a Harrisburg, Pennsilvània, quan va acceptar un lloc al Carnegie Institute of Technology (ara Universitat Carnegie Mellon). Es va educar en una escola secundària privada per a nenes, i va estudiar en el Bryn Mawr College, on es va graduar el 1930 amb un Bachelor of Arts en química. Allà va conèixer al seu futur marit Louis Fieser, un professor de química que es va convertir en el seu mentor. Quan Fieser va deixar el Bryn Mawr el 1930 per treballar a la facultat de la Universitat Harvard, Peters va decidir acompanyar-lo i seguir estudiant per tal d'obtenir un títol superior en química. Va haver de matricular-se oficialment en el proper Radcliffe College però va seguir els cursos de química a Harvard, on no va poder escapar-se de la discriminació de gènere de l'època. Un professor de química analítica en particular no li va permetre estar al laboratori amb els estudiants homes: va haver de fer les pràctiques, sense supervisió, a un soterrani buit d'un edifici proper. El 1936 va obtenir un Màster en Química de Radcliffe, però va decidir no fer el doctorat.
Peters es va casar amb el seu mentor el 1932, i la seva col·laboració científica va continuar fins a la mort de Louis Fieser el 1977. Les seves primeres investigacions es van centrar en la química de les quinones i els esteroides, i van desenvolupar la síntesi de la vitamina K, la cortisona i el compost antipalúdic lapinona, tot i que els Fiesers es van fer coneguts pels seus nombrosos llibres. El seu primer text conjunt, Química Orgànica (1944), es va convertir en un gran èxit i influència a banda i banda de l'Atlàntic per l'originalitat en la presentació del material, amb aplicacions de la química orgànica en la vida diària. El 1967, els Fiesers van començar a publicar Reagents for Organ Synthesis i van elaborar sis volums plegats abans de la mort de Louis Fieser; Mary va continuar el projecte amb d'altres col·laboradors completant un total de setze volums. També van publicar Style Guide for Chemists el 1959, així com una important monografia sobre esteroides el mateix any.
Peters mai va tenir un lloc remunerat a Harvard, encara que va rebre el títol de Investigadora Associada, sense retribució, a la dècada de 1960, uns vint-i-anys després que comencés a treballar-hi. Se li va atorgar la Medalla Garvan de la Societat Química Americana el 1971 i, el 2008, el Departament de Química i Biologia Química de Harvard va crear la Beca Postdoctoral Mary Fieser per donar suport a les dones i les minories sots-representades en química.